# Pilea impressa
Pilea impressa är en nässelväxtart som beskrevs av Ignatz Urban. Pilea impressa ingår i släktet pileor, och familjen nässelväxter. Inga underarter finns listade i Catalogue of Life.